# Prez-vers-Siviriez
Pour les articles homonymes, voir Prez (homonymie).
Prez-vers-Siviriez est une localité et une ancienne commune suisse du canton de Fribourg, située dans le district de la Glâne.

## Histoire
Prez-vers-Siviriez est le village le plus en amont de la vallée de la Glâne est comprend deux hameaux : Prez-vers-Siviriez et Les Chaussets. Située au fond d'un vallon autrefois marécageux, l'ancienne commune est demeuré à l'écart du développement industriel malgré la construction de la ligne ferroviaire Lausanne-Berne en 1862. Une famille de Prez-vers-Siviriez est attestée dès le XIIIe, éteinte au XVIIe siècle. L'histoire de la localité est liée à celle de la seigneurie de Rue dont elle fit partie dès le XIIe siècle. Prez-vers-Siviriez fut rattaché au bailliage de 1536 à 1798, puis à la préfecture de Rue de 1798 à 1848. L'économie est centrée sur l'agriculture et la sylviculture (16 établissements agricoles en 2000). Le village se transforme depuis 1985 en localité résidentielle. En 2000, près des deux tiers des actifs sont des pendulaires, principalement vers Romont.
Depuis 2004, Prez-vers-Siviriez fait partie de la commune de Siviriez.

## Toponymie
La première occurrence écrite du nom de la localité date de 1142 à 1155, sous la forme de Praels. Il apparaît ensuite en 1227 , sous la forme de Preez.
La localité se nomme Prî-vè-Chuveri (ou Pri-vê-Cheveri [réf. souhaitée] ) en patois fribourgeois.

## Population et société

### Surnoms
Les habitants de la localité sont surnommés les Corbeaux et lé Chervadzou, soit les sauvages en patois fribourgeois.

### Démographie
Prez-vers-Siviriez comptait 219 habitants en 1811, 319 en 1850, 351 en 1900, 336 en 1950, 187 en 1980, 271 en 2000.

## Patrimoine bâti
Ferme de Claude Cosandey et de ses quatre fils (Route de la Glâne 42), bâtiment daté 1820. Cette grande construction à poteaux est l’une des plus vastes du canton de Fribourg. Le linteau est peint aux armes de la famille Cosandey. La façade arrière, en maçonnerie, date de 1822.
Deux fermes contiguës (Route de la Glâne 48-50) ont été, élevées en 1805 pour Sulpice Jaquier et Jean-Louis Cosandey.
La chapelle de la Sainte-Croix (Route de la Glâne 95), datant de 1771, a été érigée à l’initiative des quatre frères Richard. Rénovée en 1968. Dans le chœur, Christ en croix du milieu du XVIIe siècle. Vitraux de Yoki, 1968.
Chapellenie (Route du Vernay 2), construction Heimatstil de 1915, attribuée à l’architecte Fernand Dumas.
Ferme des frères Théodore, Sulpice et Louis Cosandey (Place des Séquoias 2), datée 1900. Bâtiment typique en maçonnerie, avec logis à deux niveaux et rural sur plan en T.
Ferme des frères Jaquier (Chemin du Rafour 15). Rural à deux aires de grange, daté 1821. L'habitation contiguë, en maçonnerie, est datée 1841. Linteau de grange daté 1828, à monogramme IHS et motif héraldique (chevreuil et cerf affrontés) de la famille Jaquier.